# Our Idiot Brother
 Our Idiot Brother és una pel·lícula estatunidenca dirigida per Jesse Peretz, estrenada el 2011.

## Argument
Ned (Paul Rudd) és un agricultor biodinàmic, que va ser detingut per vendre drogues. Un cop alliberat, torna a la seva granja, però és rebutjada per la seva companya Janet que ara viu amb un altre home. Ned ja no té una llar on viure, però la parella li ofereix allotjament, l'estable de cabres, a canvi de 1.000 dòlars. Per recollir la xifra, l'home decideix reprendre els contactes amb la família i, en particular, amb les seves tres germanes que retroba de nou en un sopar a casa de la seva mare.
A continuació, Ned va anar a viure a casa de les tres germanes creant tota mena de problemes: Liz (Emily Mortimer), massa preocupada per ser una mare perfecta per adonar-se la infelicitat del fill i la relació en crisi amb el seu marit, i Miranda (Elizabeth Banks), periodista del Vanity Fair, que intenta aconseguir la publicació del seu primer article important i, finalment, la bisexual Natalie (Zooey Deschanel), que va començar una relació amb un amic sense el coneixement de la seva promesa i companya Cindy (Rashida Jones).

## Repartiment
- Paul Rudd: Ned
- Zooey Deschanel: Natalie
- Elizabeth Banks: Miranda
- Emily Mortimer: Liz
- Rashida Jones: Cindy
- Shirley Knight: Ilene
- Hugh Dancy: Christian
- Kathryn Hahn: Janet
- Janet Montgomery: Arabella
- Steve Coogan: Dylan
- T.J. Miller: Billy
- Adam Scott: Jeremy
- Chris Pratt
- James Biberi: Gus
- Katie Aselton: La propietària de la gossa Dolly Parton

## Rebuda
Our Idiot Brother s'estrena al cinquè lloc del box-office estatunidenc i aconsegueix mantenir-se en els vint primers llocs les tres setmanes següents i amb 24,5 milions de dòlars de recaptació per a un pressupost estimat de cinc milions de dòlars. Destacar que es tracta del primer èxit públic del director Jesse Peretz, les precedents pel·lícules del qual van sortir de manera confidencial.